# Río Negro (Tungurahua)

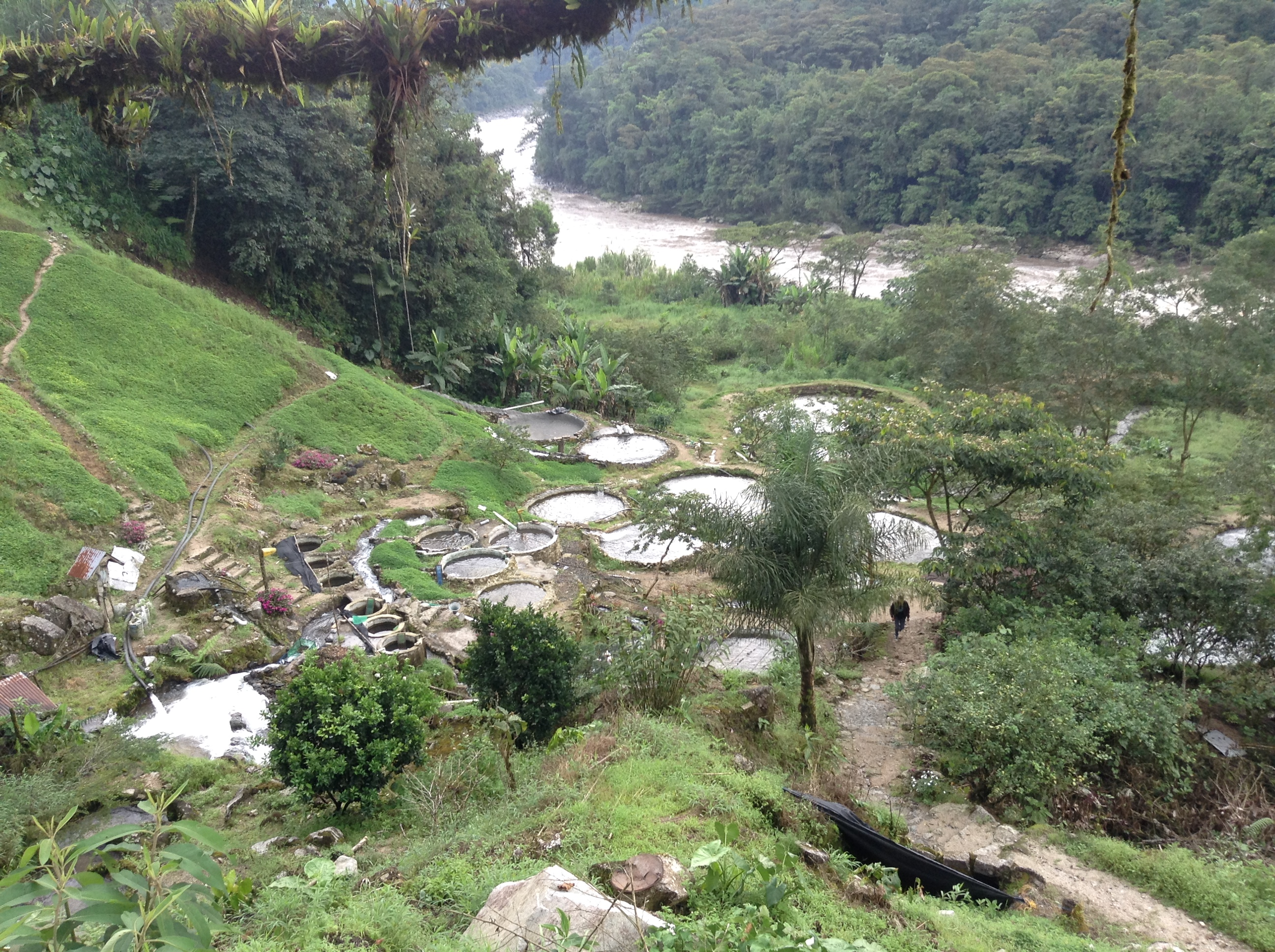
Río Pastaza im Hintergrund

Río Negro (span. für „schwarzer Fluss“) ist eine Ortschaft und eine Parroquia rural („ländliches Kirchspiel“) im Kanton Baños de Agua Santa im Osten der ecuadorianischen Provinz Tungurahua. Die Parroquia besitzt eine Fläche von 629,4 km². Die Einwohnerzahl lag im Jahr 2010 bei 1246.

## Lage
Der Ort Río Negro befindet sich etwa 24 km östlich von Baños im Durchbruchstals des Río Pastaza auf einer Höhe von 1220 m. Der Río Pastaza durchschneidet die Andenkette der Cordillera Real. Die Fernstraße E30 (Baños-Puyo) verläuft entlang dem Flusslauf des Río Pastaza. Die Parroquia erstreckt sich über den Norden und Osten des Kantons Baños de Agua Santa. Der Norden der Parroquia wird über die Flüsse Río Topo und Río Zuñac entwässert. Der Río Encanto begrenzt die Parroquia im östlichen Süden. Der Norden der Parroquia gehört zum Nationalpark Llanganates.
Die Parroquia Río Negro grenzt im Norden und im Nordosten an die Kantone Tena und Carlos Julio Arosemena Tola der Provinz Napo, im Osten an den Kanton Mera der Provinz Pastaza, im Süden an den Kanton Palora der Provinz Morona Santiago, im Westen an die Parroquia Río Verde sowie im Nordwesten an die Parroquia Sucre des Kantons Patate.